# Fuerzas Terrestres del Ejército Popular Nacional
Las Fuerzas Terrestres del Ejército Popular Nacional (en alemán: Landstreitkräfte der Nationalen Volksarmee, abreviado LaSK der NVA) fueron las Fuerzas de tierra del Ejército Popular Nacional de la República Democrática Alemana (RDA).
El Ejército Popular Nacional había sido fundado el 1 de marzo de 1956, después de que la RDA se integrara en el Pacto de Varsovia e iniciara la formación de unas nuevas Fuerzas armadas. Su órgano de gestión, el Comando de Fuerzas Terrestres (Oberkommando der Landstreitkräfte), estaba ubicado en Geltow y fue establecido el 1 de diciembre de 1972 hasta su desaparición en 1990. Por lo general se las denominaba simplemente Fuerzas Terrestres (Landstreitkräfte y abreviado como LaSK).

## Historia

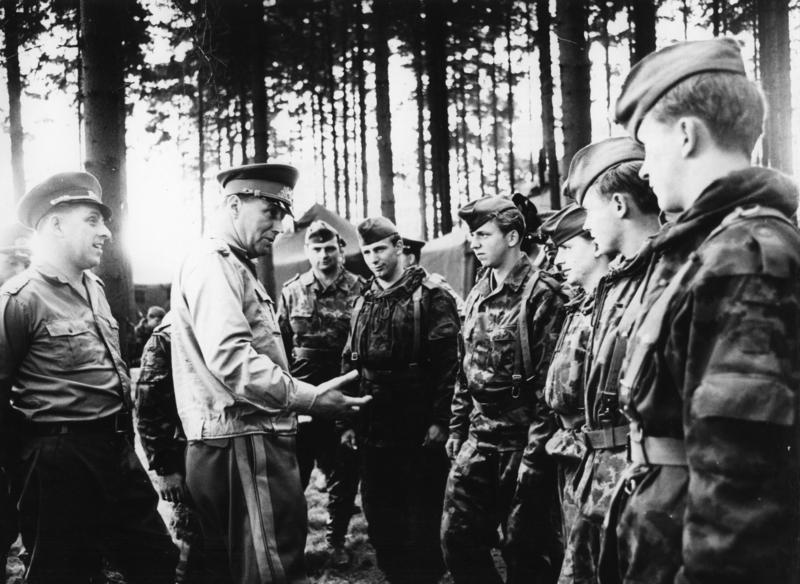
El Ministro de Defensa Siegfried Weiß junto a soldados del NVA, hacia 1968.

Los orígenes de la Landstreitkräfte se encuentran en la creación del Ejército Popular Nacional (Nationalen Volksarmee o NVA), que nació el 1 de marzo de 1956 a partir de la reestructuración de la antigua Policía Popular Acuartelada (Kasernierte Volkspolizei, KVP).
El Ministerio de Defensa Nacional inicialmente estructuró las fuerzas de tierra en dos administraciones territoriales de la KVP (Norte y Sur), que a partir de 1957 se convirtieron en el V Distrito Militar con sede en Neubrandenburg (hasta 1956 en Pasewalk) y el III Distrito Militar con sede en Leipzig.
Además de las unidades que se asignaron a los distritos militares, a lo largo de su historia la Landstreitkräfte dispuso de varias divisiones de carácter especial. La 1. Motorisierte-Schützen-Division agregada adicionalmente al V Distrito Militar, aunque estaba previsto que en época de guerra abandonara esta formación militar para poder centarse en el asalto de Berlín Oeste. También estaba el caso de la 6. motorisierte Schützendivision, que solo existió durante dos años (1956-1958) como una unidad activa.
La estructura y el equipamiento fue en su mayoría de diseño soviético, ya que el Ejército Popular Nacional colaboraba estrechamente con el Grupo de Fuerzas Soviéticas en Alemania (GFSA).
En 1972, los distritos militares quedaron subordinados a un nuevo Comando de las fuerzas de tierra (Kommando Landstreitkräfte), que tenía jurisdicción para la formación y preparación de las unidades militares de tierra tiempo de paz. En época de guerra estaba previsto que ambos distritos militares hubieran aumentado su tamaño y se hubiesen transformado en Ejércitos. En el sur se desplegaría el 3.er Ejército, que se vería reforzado por la 10.ª y 17.ª divisiones motorizadas de reserva, mientras que en el norte se desplegaría el 5.º Ejército, que se vería reforzado por la soviética 94.ª División de fusileros motorizados de la Guardia y por los regimientos blindados independientes 138.º y 221.º del Ejército Rojo.
Los dos ejércitos germano orientales pasarían a estar comandados por un alto mando soviético, mientras que el Kommando Landstreitkräfte quedaría encargado de organizar la cadena de suministros militares, servicios médicos, la seguridad de la retaguardia y cooperar con las fuerzas del Pacto de Varsovia en la captura de Berlín Oeste.

## Organización

### Kommando Landstreitkräfte
Si bien los dos distritos militares tenían bajo su mando el grueso de las fuerzas terrestres de la RDA, incluidos grupos de artillería y apoyo logístico, las fuerzas paracaidistas del 40. Fallschirmjägerbataillon Willi Sänger (aumentadas al Luftsturmregiment 40 en 1986) estaban bajo mando director del Kdo. LaSK.

### III. Distrito Militar

Organigrama con la estructura de unidades de la Landstreitkräfte.

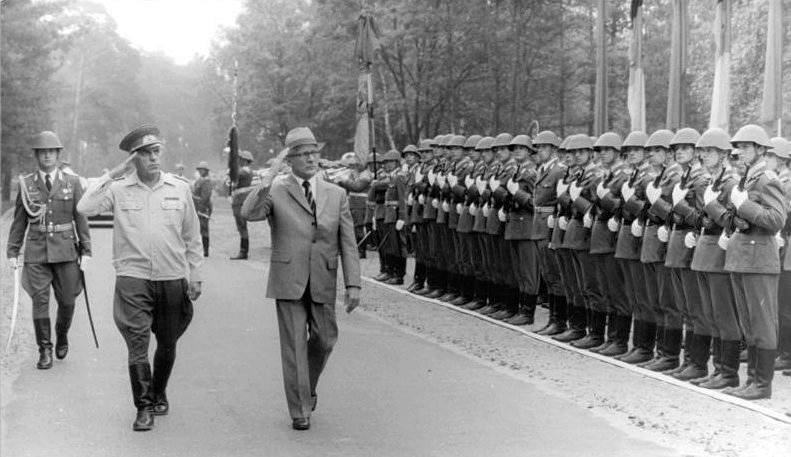
Erich Honecker pasa revista en 1984 a la guardia de honor del 3. Motorisierte-Schützenregiment «Paul Hegenbart».

El III. Distrito Militar se encontraba a cargo de las fuerzas militares situadas al sur de la RDA y sus cuarteles generales se encontraban en Leipzig. En caso de guerra aumentaría su tamaño hasta convertirse en el 3. Armee. De él dependían las siguientes unidades:
- 4. Motorisierte-Schützen-Division (Érfurt)
- 11. Motorisierte-Schützen-Division (Halle)
- 7. Panzerdivision (Dresde)

### V. Distrito Militar
El V. Distrito Militar se encontraba a cargo de las fuerzas militares situadas al norte de la RDA y sus cuarteles generales se encontraban en Neubrandenburg. En caso de guerra aumentaría su tamaño hasta convertirse en el 5. Armee. De él dependían las siguientes unidades:
- 1. Motorisierte-Schützen-Division (Potsdam)
- 8. Motorisierte-Schützen-Division (Schwerin)
- 9. Panzerdivision (Eggesin)

### Divisiones de segunda línea
En el caso de una movilización a gran escala, las seis divisiones regulares de las Landstreitkräfte habrían sido complimentadas con la movilización de tres divisiones regulares y dos divisiones de reserva. Las cinco divisiones se movilizarían en M+2. El cuadro de cada división movilizada o en reserva estaba en manos del personal regular de los centros de entrenamiento. Las cinco divisiones de segunda línea eran:
- 6. Motorisierte-Schützen-Division (Königswartha)
- 10. Motorisierte-Schützen-Division (Ronneburg)
- 17. Motorisierte-Schützen-Division (Petersroda)
- 19. Motorisierte-Schützen-Division (Wulkow)
- 20. Motorisierte-Schützen-Division (Bredenfelde)

## Tipos de unidades
Divisiones
- Motorisierte-Schützen-Division (división de infantería motorizada/mecanizada)
- Panzerdivision (división blindada)

Regimientos
- Motorisierte-Schützenregiment (regimiento de infantería motorizada/mecanizada)
- Pazerregiment (regimiento blindado)
- Artillerieregiment (regimiento de artillería de campana)
- Ersatzregiment (regimiento de reemplazo)
- Fla-Raketen Regiment (regimiento de artillería de defensa antiaérea)

Batallones
- Aufklärungsbatallion (batallón de reconocimiento)
- Battalion Chemische Abwehr (batallón de defensa química)
- Battalion Materielle Sicherstellung (batallón de materiales de seguridad)
- Führungsbatterie Chef Raketen/Artillerie (batería de control de cohetes y artillería)
- Führungsbatterie Chef Truppenluftabwehr (batería de control de misiles antiaéreos)
- Instandsetzungsbatallion (batallón de reparación)
- Nachrichtenbatallion (batallón de comunicaciones)
- Pionierbatallion (batallón de ingenieros)
- Sanitätsbatallion (batallón médico)

Destacamentos
- Panzerjägerabteilung (destacamento antitanque)
- Raketenabteilung (destacamento de cohetes)
- Schwere Werferabteilung (destacamento de morteros pesados)

## Equipamiento

### Armamento ligero
| Nombre            | País de origen                                            | Tipo                                  | Notas |
| ----------------- | --------------------------------------------------------- | ------------------------------------- | --- |
| Makarov PM        | Unión Soviética                                           | Pistola semiautomática                | |
| PPSh-41           | Unión Soviética                                           | Subfusil                              | |
| Karabiner Kar 98k | Alemania nazi                                             | Fusil de cerrojo                      | Empleado por los Grupos de Combate de la Clase Obrera, continuó usándose hasta la década de 1960 y después siguió en casos concretos.                        |
| Mosin-Nagant      | Unión Soviética                                           | Fusil de cerrojo                      | Empleado por los Grupos de Combate de la Clase Obrera, continuó usándose hasta la década de 1960 y después siguió en casos concretos.                        |
| SKS               | Unión Soviética                                           | Carabina semiautomática               | |
| AKM               | Unión Soviética · Polonia · República Democrática Alemana | Fusil de asalto                       | Producidos por los arsenales estatales de la RDA como "MPi-KM" y "MPi-KMS-72" (AKMS) con ligeras modificaciones.                                             |
| AK-74             | Unión Soviética                                           | Fusil de asalto                       | Las variantes MPi-AK-74N, MPi-AKS-74N y MPi-AKS-74NK fueron producidas por los arsenales estatales. Retirados del servicio tras de la Reunificación alemana. |
| RPD               | Unión Soviética · Polonia                                 | Ametralladora ligera                  | |
| RPK               | Unión Soviética · Polonia                                 | Ametralladora ligera                  | |
| PKM               | Unión Soviética                                           | Ametralladora media                   | |
| Dragunov SVD      | Unión Soviética                                           | Fusil de francotirador semiautomático | |
| RPG-7D            | Unión Soviética                                           | Lanzacohetes antitanque portátil      | |
| RPG-18            | Unión Soviética                                           | Lanzacohetes antitanque portátil      | |

### Vehículos blindados

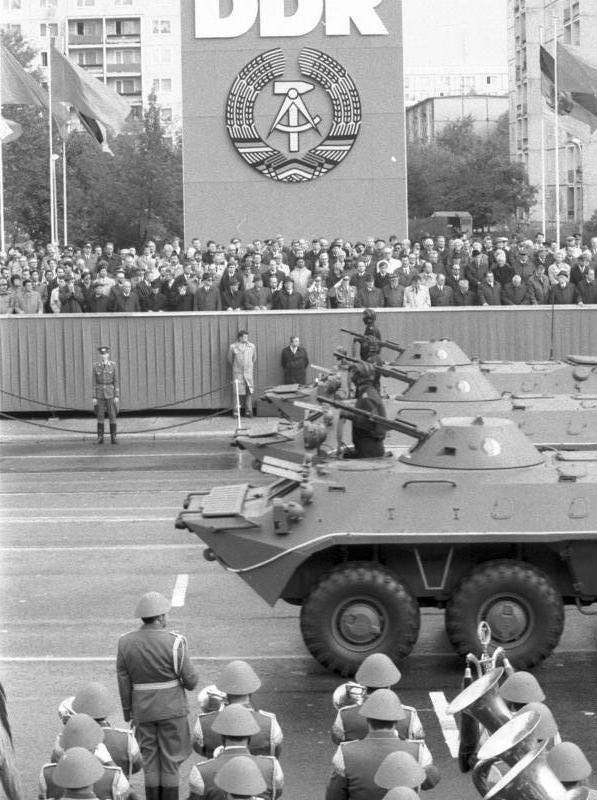
Transportes blindados "BPR" participando en el desfile del 7 de octubre de 1989.

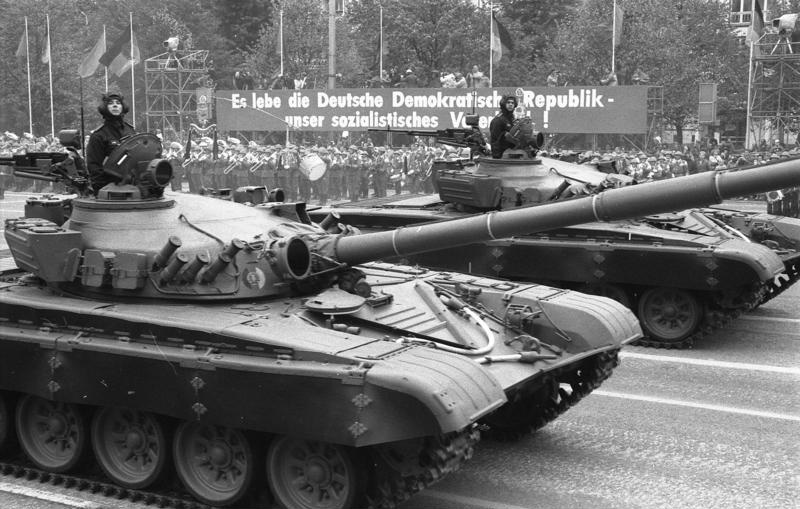
Tanques T-72 participando en el desfile del 7 de octubre de 1988.

| Nombre  | País de origen                                            | Tipo                                    | Notas                                                                          |
| ------- | --------------------------------------------------------- | --------------------------------------- | ------------------------------------------------------------------------------ |
| BMP-1   | Unión Soviética Checoslovaquia                            | Vehículo de combate de infantería       |                                                                                |
| BMP-2   | Unión Soviética Checoslovaquia                            | Vehículo de combate de infantería       | Siguieron estando operativos en las unidades panzergrenadier de primera línea. |
| BRDM-1  | Unión Soviética                                           | Vehículo blindado anfibio de patrulla   |                                                                                |
| BRDM-2  | Unión Soviética                                           | Vehículo blindado anfibio de patrulla   |                                                                                |
| BTR-40  | Unión Soviética                                           | Transporte blindado de personal         |                                                                                |
| BTR-50  | Unión Soviética                                           | Transporte blindado anfibio de personal |                                                                                |
| BTR-60  | Unión Soviética                                           | Transporte blindado de personal         |                                                                                |
| BTR-70  | Unión Soviética República Democrática Alemana             | Transporte blindado de personal         | Sirvieron en las unidades motorizadas y mecanizadas.                           |
| BTR-152 | Unión Soviética                                           | Transporte blindado de personal         |                                                                                |
| PT-76   | Unión Soviética                                           | Tanque ligero anfibio                   |                                                                                |
| T-34    | Unión Soviética · Polonia · República Democrática Alemana | Tanque medio                            | Solo modificado en algunas versiones.                                          |
| T-54    | Unión Soviética · Polonia · Checoslovaquia                | Carro de combate principal              | En reserva.                                                                    |
| T-55    | Unión Soviética · Polonia · Checoslovaquia                | Carro de combate principal              | Modernizado al T-55AM estándar.                                                |
| T-72    | Unión Soviética · Polonia · Checoslovaquia                | Carro de combate principal              | En las unidades "panzer" de primera línea.                                     |